# ریچفیلد (ایلینوی)
ریچفیلد (به انگلیسی: Richfield) یک منطقهٔ مسکونی در ایالات متحده آمریکا است که در شهرستان آدامز، ایلینوی واقع شده‌است. ریچفیلد ۲۲۰٫۰۷ متر بالاتر از سطح دریا واقع شده‌است.